# Ofensiva de Al-Hawl
A Ofensiva de Al-Hawl foi uma operação militar lançada pelas Forças Democráticas Sírias (FDS) com o objectivo de capturar a estratégica cidade de Al-Hawl, que se encontrava controlada pelo Estado Islâmico do Iraque e do Levante (EIIL).

## Ofensiva

### Al-Hawl
Em 1 de Novembro, 24 horas depois do início da operação militar, 10 terroristas tinham sido mortos e as FDS conseguiram avançar no terreno. Nesse mesmo dia, dois carros-bomba explodiram, com um deles a explodir de uma coluna curda em Al Khatuniya, a cerca de 40 km de Al Hasakah, matando várias dezenas de combatentes curdos. Entre os mortos estava um combatente canadiano. Foi relatado que ele morreu devido a um bombista-suicida num território contestado, embora mais tarde se tenha afirmado que teria morrido devido a perda de sangue após uma bala atingir a sua coxa. A FDS afirmou que tinha 12 localidades sob o seu controlo desde do início da ofensiva. A 6 de Novembro, as FDS capturaram a área ao redor de Nazilah, incluindo o campo petrolífero de Tishreen.
A segunda semana da ofensiva começou com as FDS a capturarem partes da estrada Al-Hasakah-Al-Shaddadi e tuas localidades ao Estado Islâmico. Por esta altura, as FDS tinham capturado mais de 30 localidades, cerca de 350 km quadros de território, e também mortos mais de 170 militantes do EI. Dois dias mais tarde, as forças curdas capturaram uma colina e dois veículos aos jihadistas.
Em 11 de Novembro, as FDS continuaram a sua ofensiva e capturaram al-Khatuniyah, a nordeste de Al-Hawl, bem como avançando na zona rural nos arredores da cidade de Hasakah, com 7 combatentes curdos a morreram nos combates. No dia seguinte, as FDS capturaram mais duas localidades e armamento ao Estado Islâmico, com 14 militantes do EI a morreram graças a ataques aéreos americanos.
A 13 de Novembro, as FDS conseguiram capturar a cidade de Al-Hawl, matando dezenas de combatentes do EI e capturando uma elevada quantidade de armas e munições abandonadas pelos jihadistas.
No dia seguinte, as FDS capturaram 3 localidades nos arredores do Monte Abdulaziz, bem como avançou no campo petrolífero de Tishreen, enquanto o EI detonou um carro-bomba perto de Al-Hawl. A 15 de Novembro, quatro jihadistas e um membro das FDS morreram, enquanto um carro-bomba foi detonado nos arredores. No mesmo dia, as FDS capturaram Abu Hajirat Khuatana, Khuwaytilah e os silos de grãos de Al-Hawl, permitindo às forças curdas conquistarem território na zona controlada pelo EI no noroeste de Al-Hawl.
Em 16 de Novembro, as FDS capturaram o campo petrolífero de Al-Hawl, a sudoeste da dita cidade. Por esta altura, as forças curdas tinham capturado cerca de 200 localidades, alegadamente conquistado mais de 1.300 km quadrados de território. De acordo com as FDS, 493 militantes do EI, 33 combatentes das FDS e 4 civis morreram nos combates.

### Zona rural a sul da cidade de Hasakah
A 17 de Novembro, as FDS começaram a avançar em direcção à base do Regimento 121 (do Exército Árabe Sírio) vindos de leste. 5 dias depois, as forças curdas conseguiram capturar a referida base, bem como Khama'il, os celeiros e a fábrica de algodão de al-Melabiyyah, e as aldeias nos arredores.
Na semana seguinte, as FDS continuaram a sua ofensiva, ao avançarem a parte da base do Regimento 121 para sul, e a partir de Al-Hawl para sudoeste, capturando diversas localidades na zona rural a sul de Hasakah bem como ao longo da Autoestrada 47. No dia 22 de Novembro, as FDS alcançaram a parte norte da Barragem de Hasakah Sul, capturando a localidade vizinha de Taban. Três dias mais tarde, as FDS capturaram Ghunah, próxima do campo petrolífero de Jabisah, e cortando uma parte da Autoestrada 75. Em 30 de Novembro, as forças curdas capturaram Umm Madhah, bem como conseguiram capturar a Barragem de Hasakah Sul e localidade vizinha de Qana, algo que fez com que as FDS ficassem a 25 km da cidade de Al-Shaddadi. Posteriormente, foi revelado que as FDS tinham capturado mais de 240 localidades ao Estado Islâmico durante toda a operação.

## Pós-ofensiva
Após esta ofensiva, as FDS decidiram iniciar uma nova ofensiva em direcção de Al-Shaddadi, o último bastião do Estado Islâmico na província de Al-Hasakah.